# Ибър (резерват)
Вижте пояснителната страница за други значения на Ибър.
Ибър е името на резерват в Рила, България.

## Основаване и статут
Обявен е за резерват с обща площ 2248,6 хектара със Заповед No.148 на Комитета за опазване на природната среда при министерски съвет от 26.02.1985 година, с цел опазването на реликтните растителни видове, които растат на територията на резервата, както и на редките и застрашени животни, които го обитават.

## География
Обхваща северните части и билото на планина Рила, отделен от другите части на планината, както от едноименния си връх, така и от връх Белмекен. Ибър е един от четирите резервата, намиращи се в Национален парк Рила.
- Резерватът е наречен на намиращия се в непосредствена близост връх Ибър.

## Флора
Големите разлики в надморската височина на различни части на резервата обуславят разнообразието на растителния свят. В Ибър са установени повече от 400 вида висши растения. От особено значение и една от причините за възникване на резервата са големите популации от клек, намиращи се в по-високите части на резервата. Едни от по-разпространените растения са видовете рилска иглика, която е балкански ендемит, алпийска роза, трансилванска камбанка.

## Фауна
Животинският свят е много богат и разнообразен. Тук гнездят видовете птици скален орел и голям ястреб, които са застрашени от изчезване, както още близо 50 вида птици. Срещат се видове които са реликтни, датиращи от ледниковия период. От бозайниците се срещат кафява мечка, вълк, сърна, лисица, дива свиня и други.